# Бибов, Ханс

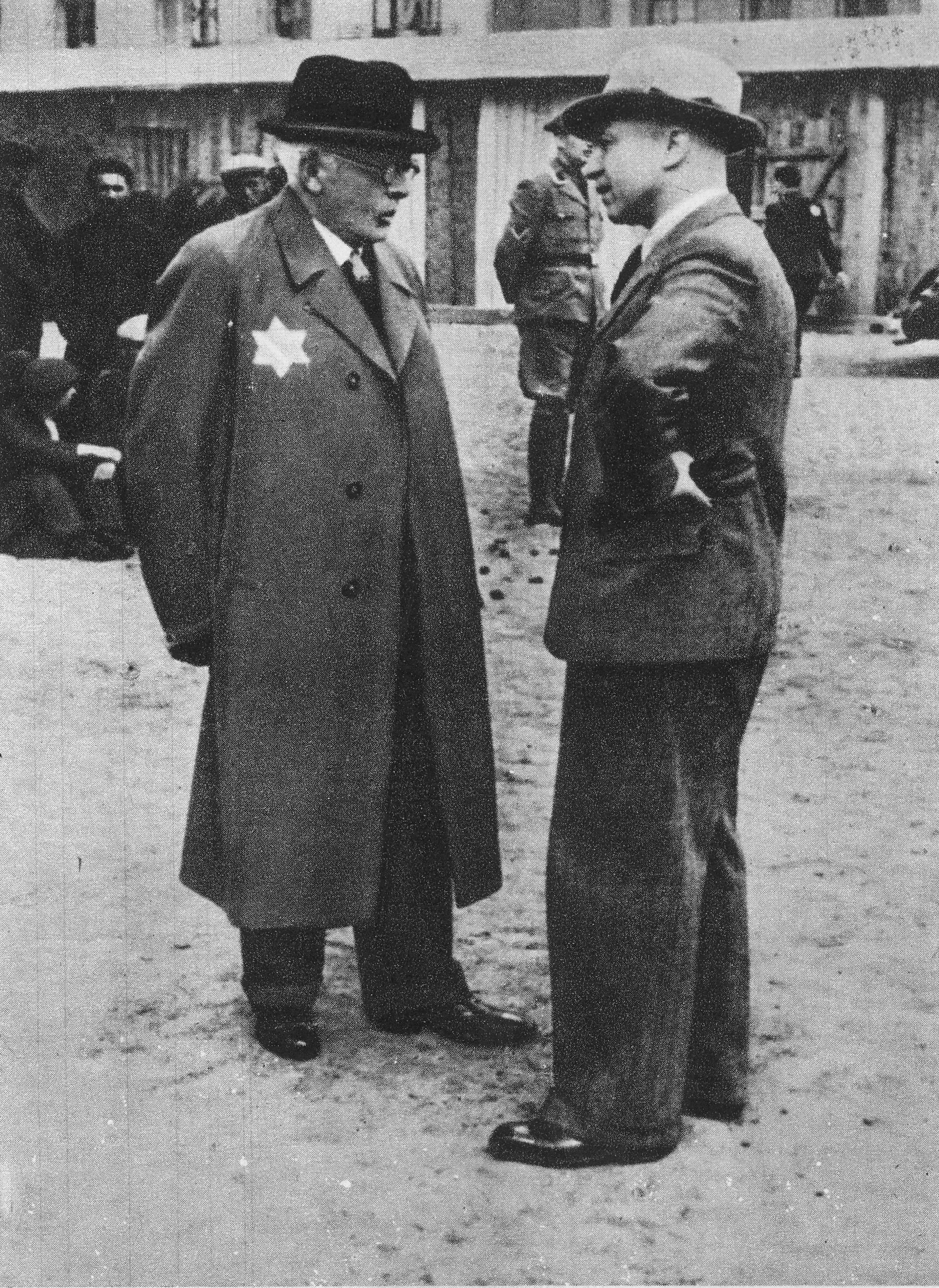
Бибов (справа) и Хаим Румковский в Лодзинском гетто.

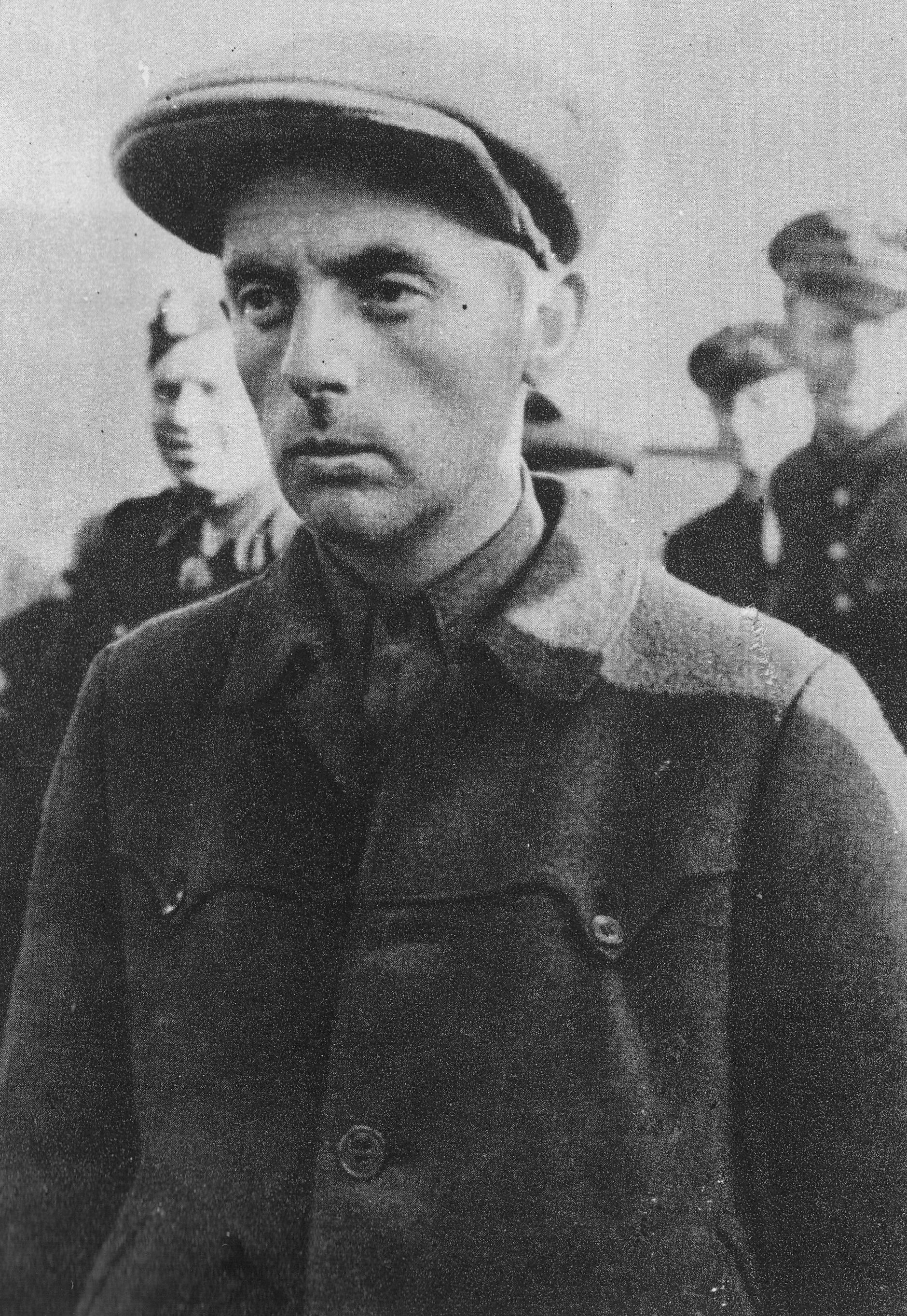
Бибов во время суда над ним в Польше в 1947 году.

Ханс Бибов (18 декабря 1902 года, Бремен — 23 июня 1947 года, Лодзь) — глава немецкой национал-социалистической администрации гетто Литцманштадт в Лодзи.

## Биография

### Семья, образование и работа
Бибов был сыном директора по страхованию Юлиуса Бибова. Окончил среднюю школу, а затем стал учеником своего отца. В период гиперинфляции перешёл на работу в банк зерна и кормов в Бремене и работал в торговле зерном. Примерно в 1924 году он переключился на торговлю кофе. Его предприятие имело годовой оборот в один миллион рейхсмарок и 250 сотрудников к началу Второй мировой войны. 16 октября 1937 г. он подал заявление о приеме в НСДАП, и в феврале 1939 г. принят в партию.

### Бибов как глава гетто
Благодаря знакомству с Рейнхардом Гейдрихом, начальником службы безопасности СС, 1 мая 1940 г. он получил должность начальника отдела продовольствия и экономики гетто. Ему подчинялись 250 членов немецкой «администрации гетто» и юденрата в Лодзинском гетто.
Одним из первых решений Бибов утвердил так называемую «скупку» еврейской собственности по смехотворной цене, которая в период с ноября 1940 по август 1942 года принесла доход в размере 18 181 600 рейхсмарок, и фактически представляла собой экспроприацию. Тяжёлые работы, которые евреи выполняли в гетто, приносили ежемесячный доход около 1 миллионов рейхсмарок, при этом Бибов не нёс ответственности за питание подневольных рабочих . Исполнителем приказов Бибова в гетто был Мордехай Хаим Румковский, председатель юденрата, которого национал-социалисты заставили сотрудничать в ноябре 1939 года.
В 1942 году по приказу Гиммлера Бибов приказал депортировать большую часть жителей гетто в лагерь смерти Кульмхоф (Хелмно). К концу мая 1942 года в Хелмно было депортировано около 55 000 человек. Согласно заявлению Бибова от 10 июня 1942 г., в гетто «больше не осталось рабочих, способных к физическому труду» . Для того, чтобы выполнить трудовые наряды вермахта, к ним привлекали даже детей с десяти лет. Несмотря на это, депортации продолжались, теперь уже для детей до десяти лет, после того как Бибов ввел общий комендантский час, а в деятельность гетто всё чаще стало вмешиваться гестапо.
Когда население гетто сократилось примерно до 89 500 человек, депортации временно прекратились, но в июне 1944 года возобновились. В этот момент был издан приказ о полной ликвидации гетто, который председатель юденрата должен был объявить в гетто как «переселение». Бибов приказал депортировать оставшихся евреев в лагеря смерти — Хелмно и Освенцим, где большая часть была убита.
После капитуляции в 1945 году Бибов сначала скрывался в Германии, но был опознан выжившим жителем гетто и арестован. После того, как союзники передали его Польше, он был приговорен к смертной казни в Лодзи 30 апреля 1947 года и казнен 23 июня 1947 года.

## Сочинения
- Hans Biebow: Bericht an die Staatspolizeileitstelle Litzmannstadt vom 4. März 1942 über die Folgen des Hungers im Ghetto (Auszug) in Sammelwerk Nacht über Europa, Hg.: Wolfgang Schumann u. a., Bd. 2: Die faschistische Okkupationspolitik in Polen 1939—1945. Pahl-Rugenstein, Köln 1989 und VEB Deutscher Verlag der Wissenschaften, Berlin 1989 ISBN 3-7609-1260-5 S. 217.